# Liste der Pfarren im Dekanat Eberndorf/Dobrla vas
Das Dekanat Eberndorf/Dobrla vas ist ein Dekanat der römisch-katholischen Diözese Gurk.

## Pfarren mit Kirchengebäuden
| Pfarre                                | Patrozinium                | Kirchengebäude | Bild |
| Abtei/Apače                           | Hl. Leonhard               | Pfarrkirche Abtei/Apače |      |
| Eberndorf/Dobrla vas                  | Mariä Himmelfahrt          | Pfarrkirche Eberndorf/Dobrla vas Filialkirche Buchbrunn/Bukovje, Filialkirche Gablern/Lovanke, Filialkirche Gösselsdorf/Goselna vas, Filialkirche Heiligengeist am Berge/Sv. Duh, Filialkirche Köcking/Kokje, Filialkirche Loibegg/Belovče, Filialkirche Maria am Berge/Marija na gori, Filialkirche Pribelsdorf/Pribla vas |      |
| Ebriach/Obirsko                       | Hl. Johannes der Täufer    | Pfarrkirche Ebriach/Obirsko Filialkirche St. Leonhard/Št. Lenart, Filialkirche Trögern/Korte |      |
| Eisenkappel/Železna kapla             | Hl. Michael                | Pfarrkirche Eisenkappel/Železna kapla Filialkirche Maria Dorn/Marija v tmju, Filialkirche Remschenik/Remsšenik |      |
| Gallizien/Galicija                    | Hl. Jakobus der Ältere     | Pfarrkirche Gallizien/Galicija |      |
| Globasnitz/Globasnica                 | Mariä Himmelfahrt          | Pfarrkirche Globasnitz/Globasnica Filialkirche St. Hemma/Sv. Hemma, Filialkirche Jaunstein/Podjuna, Filialkirche St. Simon an der Petzen/Sv. Šiman |      |
| Kühnsdorf/Sinča vas                   | Hl. Ägidius                | Pfarrkirche Kühnsdorf/Sinča vas Filialkirche St. Marxen/Šmarkež, Filialkirche Wasserhofen/Žirovnica |      |
| Möchling/Mohliče                      | Hl. Paulus                 | Pfarrkirche Möchling/Mohliče |      |
| Rechberg/Rebrca                       | Hl. Bartholomäus           | Pfarrkirche Rechberg/Rebrca Filialkirche Glantschach |      |
| Sittersdorf/Žitara vas                | Hll. Helena und Oswald     | Pfarrkirche Sittersdorf/Žitara vas |      |
| St. Kanzian/Škocjan                   | Hl. Kanzian                | Pfarrkirche St. Kanzian/Škocjan Filialkirche Georgiberg/Št. Jurij, Filialkirche Klopein/Klopinj, Filialkirche Srejach/Sreje, Filialkirche St. Lorenzen/Šentlovrenc |      |
| St. Philippen ob Sonnegg/Št. Lipš     | Hll. Philippus und Jakobus | Pfarrkirche St. Philippen ob Sonnegg/Št. Lipš Filialkirche Altendorf/Stara vas, Filialkirche Pfannsdorf/Banja vas |      |
| St. Stefan unter Feuersberg/Šteben    | Hl. Stephanus              | Pfarrkirche St. Stefan unter Feuersberg/Šteben |      |
| St. Veit im Jauntal/Št. Vid v Podjuni | Hl. Primus                 | Pfarrkirche St. Veit im Jauntal/Št. Vid v Podjuni Filialkirche Rückersdorf/Rikarja vas, Filialkirche Alte Pfarrkirche/Stara farna cerkev, Filialkirche Grabelsdorf/Grabalja vas, Filialkirche Mökriach/Mokrije, Filialkirche St. Primus/Št. Primož                                                                          |      |
| Stein im Jauntal/Kamen v podjuni      | Hl. Laurentius             | Pfarrkirche Stein im Jauntal/Kamen v podjuni Filialkirche Friedhofskirche |      |

## Dekanat Eberndorf/Dobrla vas
Das Dekanat umfasst 15 Pfarren.

## Dechanten
- seit 2017 Leopold Zunder, Pfarrer in Eisenkappel[1]